# Fondo Europeo de Desarrollo Regional

Fondos Europeos de Desarrollo Regional para el periodo 2014-2020. Rojo: zonas menos desarrolladas; Amarillo: zonas de transición; Azul: zonas más desarrolladas

El Fondo Europeo de Desarrollo Regional (FEDER) es el principal instrumento financiero de la Política Regional y de Cohesión de la Comisión Europea destinado a contribuir a la corrección de los principales desequilibrios regionales dentro de la Unión. De esta forma su principal objetivo es contribuir a reducir las diferencias entre los niveles de desarrollo de las regiones europeas y el retraso de las regiones menos favorecidas de la Unión Europea. 
A su vez el FEDER es uno de los cinco Fondos Estructurales y de Inversión Europeos (Fondos EEI) del actual período de programación 2014-2020, junto con:
- Fondo Social Europeo (FSE)[3]
- Fondo de Cohesión (FC)[4]
- Fondo Europeo Agrícola de Desarrollo Rural (Feader)[5]
- Fondo Europeo Marítimo y de Pesca (FEMP)

Estos fondos son gestionados conjuntamente por los Estados miembros y la Comisión Europea. Dentro de cada Estado Miembro la gestión se distribuye entre diferentes administraciones públicas (central, autonómica y local) teniendo cada una de ellas un cupo de fondos asignado a priori para realizar proyectos en la zona. 
El FEDER supone una de las partidas de inversión más grandes del presupuesto de la UE, afectando a áreas de desarrollo como los transportes, las tecnología de la información y la comunicación, la energía, el medio ambiente, la investigación y la innovación, las infraestructuras sociales, la formación, la rehabilitación urbana y la reconversión industrial, el desarrollo rural, la pesca, e incluso el turismo y la cultura.

## Historia
Estos fondos estructurales europeos se constituyen en 1975 con el objetivo de «corregir los principales desequilibrios regionales de la Comunidad y especialmente los que son consecuencia de una estructura preponderantemente agraria, de los cambios industriales y del subempleo estructural».
En 1987, la Comisión establece una tipología regional para Europa, sobre la base de la utilización de diversas variables dando como resultado una clasificación de seis tipos de regiones problemáticas:
- Regiones con niveles bajos de renta, productividad y empleo.
- Regiones industriales en proceso de decadencia.
- Regiones cuyo porcentaje de empleo en el sector primario es superior en un 50% de la media de los países comunitarios.
- Regiones urbanas deterioradas con problemas de congestión, niveles de desempleo elevados y de renta inferior a la media europea.
- Regiones de difícil accesibilidad, como factor que condiciona el desarrollo, y de relativo aislamiento en relación con los mercados y de proveedores.
- Regiones periféricas dentro de sus países y en zonas de transición y por lo general poco desarrolladas.

Tras el Tratado de Maastricht, la política regional de la Unión Europea establece nuevos objetivos para la aplicación de los fondos estructurales de cohesión. Estos son:
- Objetivo 1. Fomentar el desarrollo y ajuste estructural de las regiones menos desarrolladas.
- Objetivo 2. Reconvertir aquellas regiones afectadas por la crisis industrial.
- Objetivo 3. Luchar contra el paro de larga duración y facilitar la inserción de personas excluidas del mercado laboral.
- Objetivo 4. Adaptar los recursos humanos a las diversas mutaciones y evoluciones del sistema productivo.
- Objetivo 5. Reformas de la Política Agraria Común (PAC).

## Funcionamiento
El funcionamiento de los fondos está vinculado a los períodos presupuestarios de la Comisión Europea. De esta forma, los últimos períodos ha sido 2007-2014 y 2014-2020 y el próximo será 2020-2027.
Las acciones financiables deben estar incluidas dentro de los Programas Operativos, Regionales y Plurirregionales, que cada Estado Miembro elabora siguiendo los Marcos Comunitarios de Apoyo aprobados. Las empresas, organizaciones y particulares por lo tanto, no tienen acceso directo al FEDER, sino a través de las diferentes actuaciones que realizan las administraciones públicas y los organismos intermedios. 
Los recursos de estos fondos estructurales europeos sirven principalmente para cofinanciar:
- Ayudas directas a las inversiones realizadas en las empresas (en particular las PYME) para crear empleos sostenibles.
- Infraestructuras vinculadas especialmente a la investigación y la innovación, a las telecomunicaciones, al medio ambiente, a la energía y el transporte.
- Instrumentos financieros (fondos de capital de riesgo, fondos de desarrollo local, etc.) para apoyar el desarrollo regional y local y favorecer la cooperación entre las ciudades y las regiones.
- Medidas de asistencia técnica. En este sentido se crean diferentes redes temáticas cuya creación responde a los principios de coordinación, partenariado y gobernanza multinivel según el Acuerdo de Asociación de España.[7]

## Iniciativas
FEDER financia las iniciativas comunitarias Interreg III y Urban II y las acciones innovadoras FEDER. La mayoría de los ciudadanos de la Unión Europea (UE) vive en zonas urbanas. Las ciudades no dejan de experimentar problemas sociales, medioambientales y económicos. 

### URBAN
La UE ha puesto en marcha el Proyecto URBAN. El objetivo de esta iniciativa es favorecer el desarrollo sostenible de las ciudades y barrios en crisis de la Unión Europea. Durante el Plan Urban I (1994-1999), se financiaron programas en 118 zonas urbanas. La aportación comunitaria se aproximó a los 900 millones de euros, inversión que permitió una mejora en la calidad de vida de más de tres millones de personas en todo el continente. 
En la actualidad, se está desarrollando el segundo ciclo del Programa, URBAN II, que cubrirá el periodo 2000.[cita requerida]
El Proyecto está financiado por el Fondo Europeo de Desarrollo Regional. A través de esta financiación se logra la renovación de edificios y espacios públicos, iniciativas locales a favor del empleo, mejora de los sistemas de educación, desarrollo de sistemas de transporte público más ecológicos, el uso de energías renovables y el aprovechamiento del potencial que ofrecen las tecnologías de la sociedad de la información.
URBAN II abarca 70 zonas desfavorecidas en toda la UE, cuya financiación total ascenderá a 728,3 millones de euros. En cada zona, la población debe ser de al menos 20.000 personas, pudiendo reducirse en ciertos casos a 10 000 personas.